# آوا
در زبان‌شناسی و آواشناسی، آوا (به انگلیسی: phone) به هر صدا (در زبانهای گفتاری) یا ژستی (در زبانهای اشاره‌ای) گویند که متمایز و قابل شناسایی از سایر صداها یا ژست‌های موجود در آن زبان باشد. آواشناسی نیز دانش بررسی آواها و صداهای گفتاری است. این دانش که بخشی از زبان‌شناسی بشمار می‌آید با بررسی سرشت آواها و شیوه‌های تولید آنها سر و کار دارد. هر واج ممکن است بسته به موقعیت قرارگیری آن در میان سایر واجها با چند آوا بیان شود که در این صورت هر یک از این آواها واج‌گونه‌ای از آن واج به حساب می‌آیند. کوچک‌ترین واحدی که می‌تواند بین واژه‌ها فرق بگذارد واج است که در واج‌شناسی مورد مطالعه قرار می‌گیرد. آوا می‌تواند نام نیز باشد.

## واژه
واژهٔ آوا در اشعار شاعرانی چون رودکی، فردوسی، عنصری، منوچهری، ناصرخسرو، سنائی و خاقانی به کار رفته است.

## جُستارهای وابسته
- آواشناسی
- واج‌شناسی
- زبان‌شناسی
- الفبای آوانگاری بین‌المللی
- واج
- آواشناسی و واج‌شناسی فارسی